# 三光神社
三光神社（さんこうじんじゃ）は、大阪市天王寺区の宰相山公園にある神社。大阪七福神の寿老人を祀る。かつてこの一帯には真田丸があったため、真田信繁ゆかりの地とされている。

## 歴史
反正天皇の時代の創建と伝えられる。創建以来、武内宿禰の末裔の武川氏が神職として奉職し、現在は86代目と伝える。社伝によれば、寛文元年（1661年）に一旦現在地の西にある円珠庵（鎌八幡）の隣に遷座し、宝永3年（1706年）に再び現在地に戻ったという。かつては「姫山神社」と称し、一帯は「姫の松原」と呼ばれていた。
中風封じの神として有名な陸前国宮城郡青麻（現・宮城県仙台市宮城野区）の三光宮（現・青麻神社）を勧請し、そちらの方が有名になった。1882年（明治15年）の『大阪名所独案内』に三光宮を勧請した旨が書かれており、勧請はそれ以前ということになる。1908年（明治41年）、姫山神社に境内社・三光宮を合祀し、社名を「三光神社」とした。3柱の神を祀ることから「三柱神社」とも、「日月山神社」ともいう。
鎮座地の丘は宰相山とも真田山ともいう。かつては大坂城の出丸である「真田丸」が置かれ、大坂の陣のときには真田信繁が大坂城から当地までの抜け穴を掘ったといわれ、社殿の下に残っている。境内には大坂夏の陣図屏風（黒田屏風）に描かれた真田信繁を元にした像がある。千田嘉博によると、現在残っている抜け穴は真田信繁が造ったものではなく、真田丸を攻めた前田利常軍の塹壕の痕跡の可能性が高いとしている。
当社の西には真田山陸軍墓地がある。

## 祭神
- 主祭神 - 天照大神、月読尊、素戔嗚尊

## 境内
- 本殿
- 拝殿
- 寿老人像
- 社務所
- 参集所
- 合祀社 - 野見宿禰社、武内宿禰社、主守稲荷社。野見宿禰社は祭神：野見宿禰。安政6年（1859年）7月に天満砂原屋敷の相撲場に勧請されたもので、1886年（明治19年）に当社境内に遷座した。武内宿禰社は祭神：武内宿禰。社家・武川氏の祖神。長寿であったことから七福神のうちの寿老人と同一視され、大阪七福神（浪速七福神）の一つとなっている。
- 真田信繁像
- 真田の抜け穴
- 仁徳天皇社 - 祭神：仁徳天皇

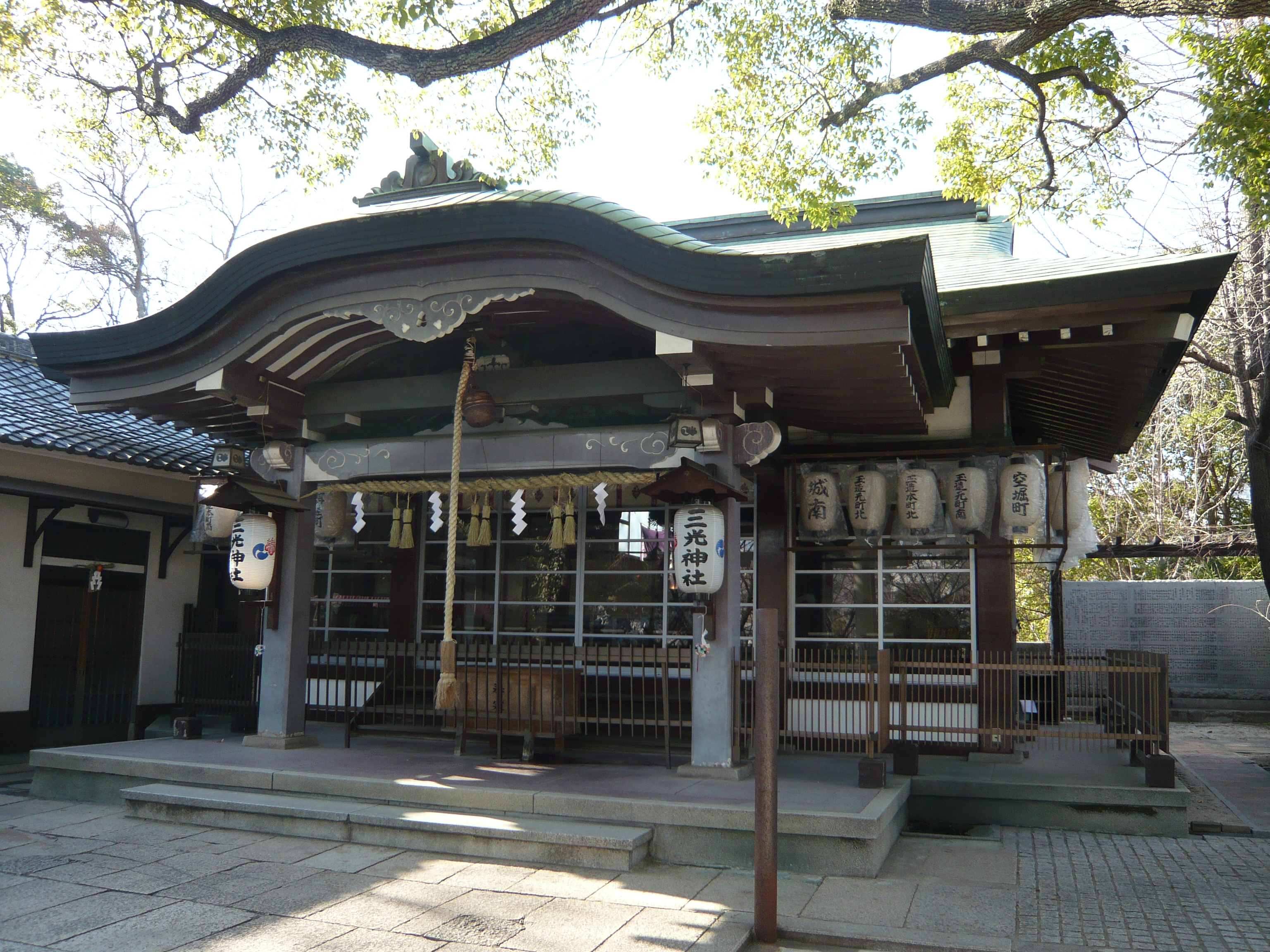
拝殿
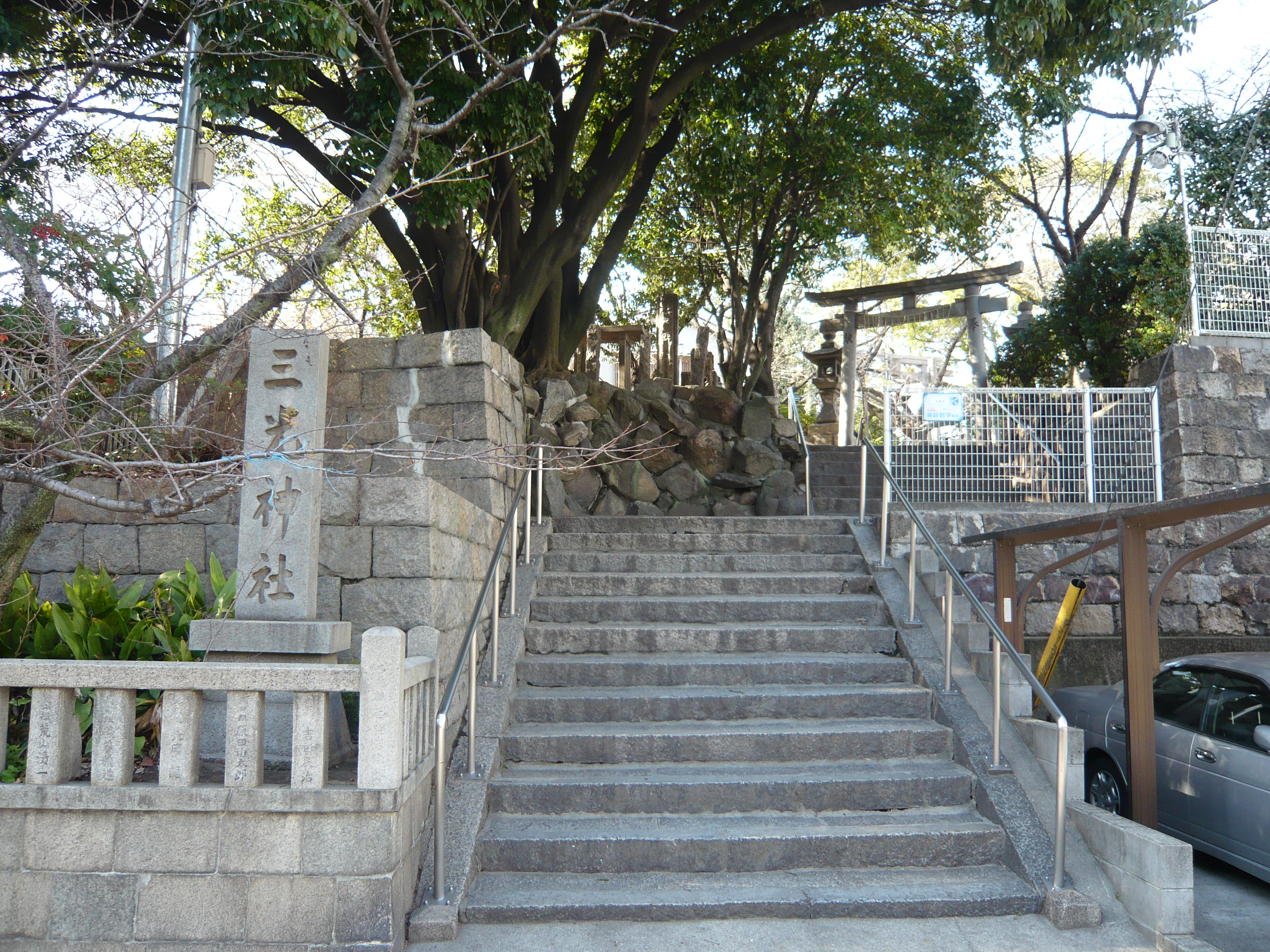
参道
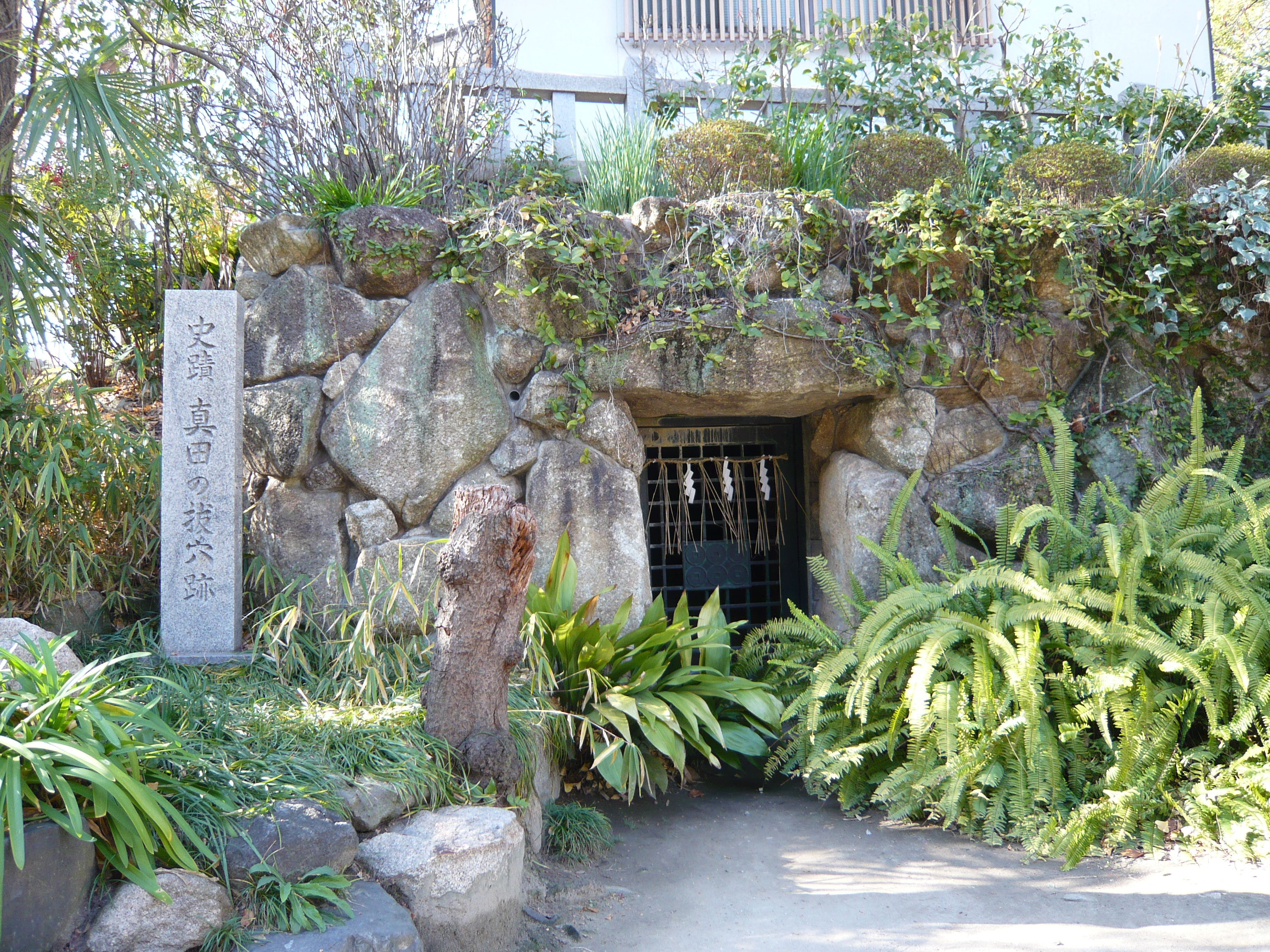
真田の抜け穴

## 祭事
- 真田まつり - 毎年11月第1日曜日

## 前後の札所
大阪七福神（寿老人）